# Good Morning Blues
Good morning blues är ett svenskt, Uppsalabaserat, bluesband som har varit verksamt sedan 1967. 
Grundtrion i Uppsala med Jan Wärngren, piano, Thomas Lindroth, bas och sång, och Björn Sjödin, trummor, utökades 1967 med Claes Janson på sång och gitarr. Good Morning Blues var den enda låt de kunde tillsammans, därav namnet. Efter hand kom Thomas Arnesen, gitarr och sång, 1972, John Högman, saxofoner, 1974, Bosse Broberg, trumpet, 1987 och Hampus Adami, trombon, 2016. År 2004 ersattes Thomas Arnesen av Anders Johansson.
Good morning blues är en ofta återkommande gäst på svenska jazz- och bluesscener.

## Diskografi

### Studioalbum
- 1972 – Good Morning Blues
- 1976 – Var god dröj...
- 1986 – Whiskey & Blues
- 1992 – Never Make a Move Too Soon
- 1997 – Before We Think
- 2002 – The Walk
- 2007 – Time after Time
- 2012 – But I Just Couldn't Sleep, 'cause Blues Was on My Mind
- 2017 – Things Are Getting Better